# Racopilum ferriei
Racopilum ferriei är en bladmossart som beskrevs av Thériot 1907. Racopilum ferriei ingår i släktet Racopilum och familjen Racopilaceae. Inga underarter finns listade i Catalogue of Life.